# Lasso (aplicación)
 Lasso fue una aplicación de redes sociales para crear y compartir videos cortos desarrollada por Facebook.
La aplicación se lanzó el 9 de noviembre de 2018.
Estuvo disponible para dispositivos iOS y Android y se encontraba dirigido a los adolescentes.
Lasso solamente se encontraba disponible en América.
El 2 de julio de 2020, Facebook anunció que cerraría Lasso el 10 de julio de 2020, desde entonces Lasso ha sido cerrado y el servicio ya no se encuentra disponible. Actualmente Lasso fue fusionado con Instagram, para relanzarlo como Instagram Reels.

## Características
Esta aplicación estaba conectada con Facebook, entre otras redes sociales, y permitió que los usuarios subieran videos cortos con música de hasta 15 segundos y que encontraran videos en tendencia a través de hashtags.

## Competencia
Lasso estuvo compitiendo con TikTok, una aplicación viral de videos cortos que se fusionó con musical.ly en agosto de 2018.